# Falco cherrug
Il falco sacro (Falco cherrug Gray, 1834) è un falconide di notevoli dimensioni il cui areale comprende Europa, Asia e Africa. Nonostante la sacralità dei falchi presso numerose culture antiche, per esempio quella egizia, il nome italiano di sacro, come il corrispondente inglese saker, traslittera l'arabo صقر (saqar) che significa semplicemente "falco".

## Distribuzione e habitat
Questa specie abita la regione che va dall'estremo oriente europeo, attraverso l'Asia, fino alla Manciuria. I suoi membri sono soprattutto migratori, a eccezione di quelli che vivono nelle regioni più meridionali dell'areale, e svernano in Etiopia, nella penisola arabica, nell'India settentrionale e in Cina occidentale. Durante la fine dell'ultima era glaciale - dai 40 000 ai 10 000 anni fa - visse anche in Polonia (Tomek & Bochenski 2005). È raramente nidificante in Italia.
Il falco sacro è un predatore delle praterie aperte o con pochi alberi.

## Morfologia
Il falco sacro presenta dimensioni maggiori rispetto al lanario e quasi uguali a quelle del girfalco, con una lunghezza di 47–55 cm e un'apertura alare di 105–129 cm. Le larghe ali smussate gli conferiscono una forma simile al girfalco, ma il piumaggio è più simile a quello del lanario. È un carnivoro e solitamente caccia la preda in un inseguimento orizzontale, piuttosto che piombandole addosso dall'alto come il pellegrino, e si nutre soprattutto di roditori e, più raramente, di uccelli.
I falchi sacri presentano la regione superiore del ventre di colore bruno, in contrasto con le remiganti primarie, che sono grigie. La testa e il dorso sono bruno pallido, con striature che scendono verso il petto. I maschi e le femmine sono simili, così come gli esemplari giovani, sebbene questi ultimi tendano ad essere di colore bruno più opaco. Il richiamo è un acuto "kiy-ee".
Gli adulti si distinguono dal lanario dal momento che questo ha il dorso grigio-azzurro e il ventre biancastro. Comunque, i giovani di entrambe le specie sono molto simili, nonostante il lanario non abbia le cosce tutte scure come quelle del sacro.
Un'ulteriore complicazione è dovuta al fatto che gli esemplari asiatici hanno il dorso striato di grigio; questi si distinguono dal lanario per le dimensioni, la struttura e per la presenza di una debole striscia di mustacchi. I falchi sacri dell'estremo angolo nord-orientale dell'areale, quelli dei monti Altai, sono leggermente più grandi, hanno un colore più scuro e presentano un numero maggiore di macchie sul ventre rispetto a quelli delle altre popolazioni. Questi, conosciuti come falchi degli Altai, sono stati scambiati in passato per una specie distinta ("Falco altaicus") o per degli ibridi di falco sacro e girfalco, ma gli autori moderni (per esempio Orta 1994) credono che siano una razza particolare di falco sacro, ipotesi, questa, che verrà convalidata quando verranno compiuti degli studi approfonditi sulla loro genetica delle popolazioni ed ecologia.

## Nidificazione

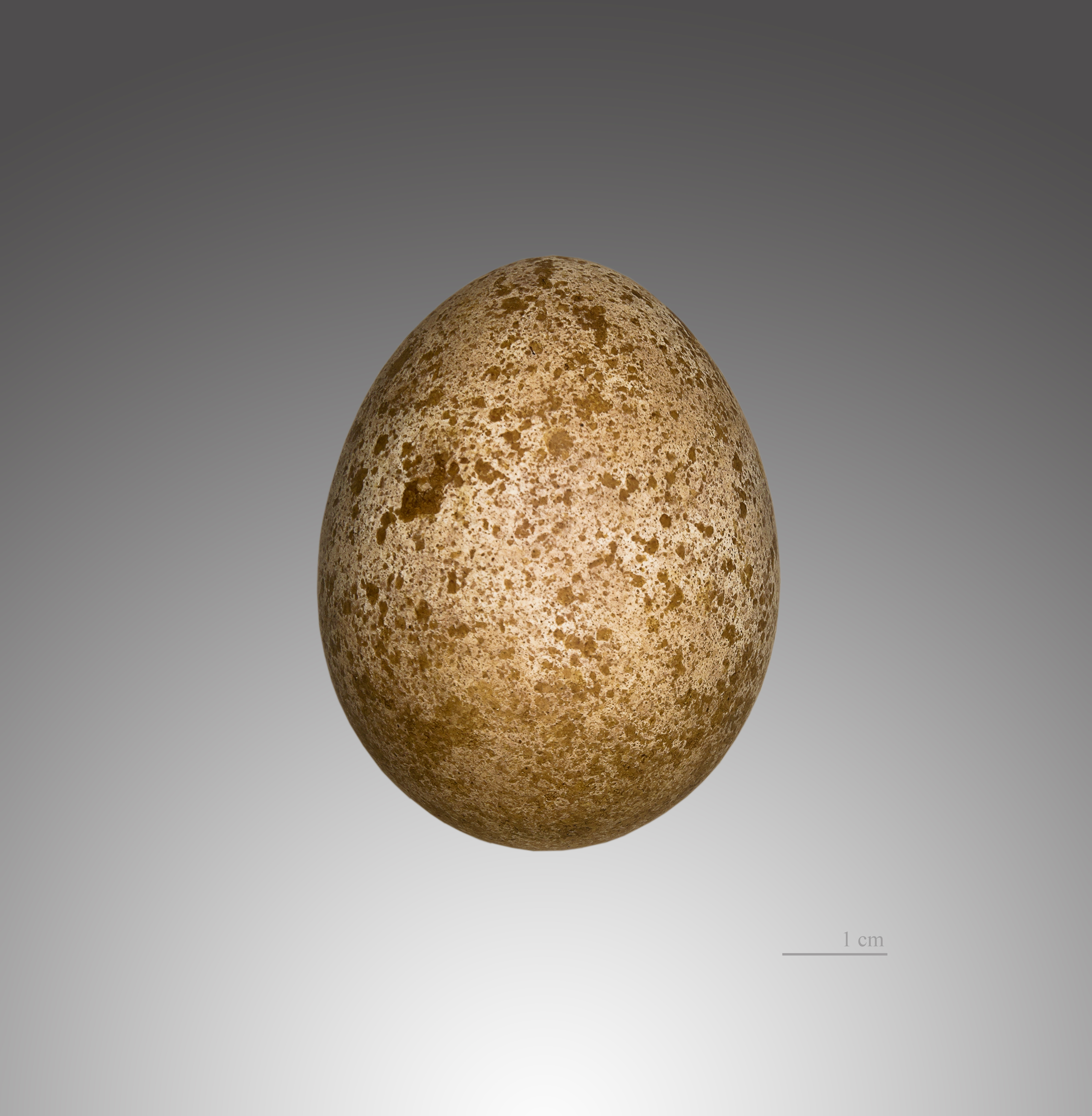
Uovo di Falco sacro

Non costruisce un nido, ma depone le sue 3-6 uova sul suolo o, sugli alberi, in vecchi nidi di ramoscelli realizzati e utilizzati da altri grandi uccelli, come corvi, cornacchie o poiane. Comunque, possono anche occasionalmente deporre le uova in nidi costruiti su pendici rocciose.

## Conservazione
BirdLife International classifica questo uccello in pericolo, a causa del rapido declino delle popolazioni, specialmente nelle aree riproduttive dell'Asia centrale. La causa principale del declino è la cattura, soprattutto illegale, degli uccelli, per la falconeria. La popolazione attuale venne stimata nel 2004 tra i 7200 e gli 8800 individui maturi.

## Nella cultura di massa
- Nel film Disney Mulan Shan Yu possiede un falco sacro di nome Hayabusa.
- Nel film La mummia - Il ritorno Ardeth Bay possiede un falco sacro di nome Horus.